# Geranium platypetalum
Geranium platypetalum és una espècie de planta herbàcia de la família Geraniaceae. És originària de l'Iran, Turquia, Armènia, l'Azerbaidjan, Geòrgia i la Federació de Rússia, i és cultivada com una planta de jardí. Té flors de color blau.